# Geranomyia platensis
Geranomyia platensis är en tvåvingeart som beskrevs av Alexander 1923. Geranomyia platensis ingår i släktet Geranomyia och familjen småharkrankar. Inga underarter finns listade i Catalogue of Life.